# Supercoppa belga 2016 (pallavolo maschile)
La Supercoppa belga 2016 si è svolta il 12 ottobre 2016: al torneo hanno partecipato due squadre di club belghe e la vittoria finale è andata per la quattordicesima volta al Maaseik.

## Regolamento
Le squadre hanno disputato una gara unica.

## Squadre partecipanti
| Squadra   | Qualificazione                                     | Ultima partecipazione |
| --------- | -------------------------------------------------- | --------------------- |
| Maaseik   | Finalista play-off scudetto Liga A 2015-16         | Supercoppa belga 2013 |
| Roeselare | Vincitrice Liga A 2015-16/Coppa del Belgio 2015-16 | Supercoppa belga 2015 |

## Torneo
| 12 ottobre 2016 ?, Liegi Durata: ? - Spettatori: ? | Roeselare | 2 - 3 | Maaseik | 23-25, 25-23, 25-23, 18-25, 9-15 |